# Territorialabtei

Wappen des Abts einer Territorialabtei (erkennbar am Galero mit zwölf grünen Quasten und Hirtenstab)

Eine Territorialabtei oder Gebietsabtei (lateinisch abbatia territorialis; historische Bezeichnungen: abbatia nullius (dioecesis), Gefreite Abtei, Exem(p)te Abtei) ist eine römisch-katholische Abtei mit bistumsähnlicher Funktion. Sie gilt als eigene Teilkirche und kann immediat oder einer Kirchenprovinz zugeordnet sein. Ihr Abt besitzt die Jurisdiktionsgewalt eines Bischofs, nicht aber dessen Weihegewalt. Er ist Mitglied der örtlichen Bischofskonferenz.

## Neuere Entwicklung
Die Zahl der Territorialabteien wird seit dem Zweiten Vatikanischen Konzil vom Heiligen Stuhl weitestgehend reduziert. Ziel ist die Entflechtung von monastischen und diözesanen Aufgaben. In der katholischen Kirche gibt es heute weltweit noch elf Territorialabteien.
Im Jahre 2002 wurde das Territorium der traditionsreichen italienischen Benediktinerabtei Subiaco bis auf einen kleinen Rest den umliegenden Bistümern zugeschlagen. Die Bezeichnung ‚Territorialabtei‘ ist hier seitdem nur noch ein Titel mit rein symbolischem und historischem Wert. So beschränkt sich z. B. das Territorium der Territorialabtei Subiaco lediglich noch auf die Abtei selbst.
Ebenso wurde 2014 das bis dato 53 Pfarreien umfassende Gebiet der benediktinischen Erzabtei Montecassino dem Bistum Sora-Aquino-Pontecorvo zugeschlagen und das Territorium Montecassinos auf das eigentliche Abteiareal beschränkt. Titel und Vollexemtion einer Gebietsabtei bleiben dem Erzkloster der Benediktiner jedoch erhalten.
Die römische Territorialabtei San Paolo fuori le Mura musste 2005 das von ihr betreute Seelsorgeterritorium abgeben. Hier wurde die ehemalige Territorialabtei zu einer normalen Abtei abgestuft. Auf der Liste der möglicherweise aufzugliedernden Territorialabteien stehen weitere alte Klöster, darunter die italienischen Abteien Monte Oliveto, Montevergine und Santissima Trinità di Cava de’ Tirreni.
Die zisterziensische Territorialabtei Claraval in Brasilien wurde im Dezember 2002 aufgelöst und das „diözesane“ Gebiet dem Bistum Guaxupé eingegliedert. Die Zisterzienserabtei besteht als normales Kloster weiter.

## Derzeitige Territorialabteien

### Italien
- Santa Maria di Grottaferrata, Basilianer
- Monte Oliveto Maggiore, Benediktiner
- Montecassino, Benediktiner
- Montevergine, Benediktiner
- San Benedetto, Santa Scolastica, Subiaco, Benediktiner
- Santissima Trinità di Cava de’ Tirreni, Benediktiner

### Österreich
- Wettingen-Mehrerau, Zisterzienser

### Schweiz
- Maria Einsiedeln, Benediktiner
- Abtei Saint-Maurice, Regulierte Chorherren des hl. Augustinus (CRSA)

Die Veränderung dieser Territorialabteien ist vorerst unwahrscheinlich, da sich die Schweizer Kantone ein Mitspracherecht bei der diözesanen Gliederung vorbehalten.

### Ungarn
- Pannonhalma, Benediktiner

### Nordkorea
- Tokwon, Missionsbenediktiner

## Ehemalige Territorialabteien
Albanien
- Territorialabtei Shën Llezhri i Oroshit (Orosh) / Sant’ Alessandro di Orosci – Franziskaner, in Mirditë, 1888–1996, Territorium dem neugegründeten Bistum Rrëshen überwiesen

Australien
- Abtei New Norcia – Benediktiner, in New Norcia, West-Australien, 1867–1982, Territorium an das Erzbistum Perth übergeben

Brasilien
- Nossa Senhora do Monserrate do Rio de Janeiro – Benediktiner, in Rio de Janeiro, 1907–1934, 1948–2003, dem Erzbistum São Sebastião do Rio de Janeiro angegliedert
- Mosteiro Cisterciense de Claraval – Zisterzienser, in Claraval, Minas Gerais, 2002 aufgelöst, Territorium dem Bistum Guaxupé angegliedert

Deutschland
- Berchtesgaden – Augustiner-Chorherren, 1102/05–1385 und wieder ab 1404 päpstliches Eigenkloster, 1455–1803 Vollexemtion, 1803 säkularisiert, 1817 als geistliches Territorium an das Erzbistum München und Freising und Bistum Passau
- Corvey – Benediktiner, in Höxter, 1779–1792, dann Fürstbistum bis zur Säkularisation 1803

Frankreich
- Cluny – Benediktiner, 998 exemt (unter Abt Odilo), 1790 faktisch aufgelöst, 1962 formal mit dem Bistum Autun vereint

Italien
- San Paolo fuori le Mura (St. Paul vor den Mauern) – Benediktiner, in Rom, 2005 aufgelöst, Territorium dem Bistum Rom angegliedert
- Kloster San Martino al Cimino – Zisterzienser, in Viterbo, seit 1564 gefreite Abtei, 1936 dem Bistum Viterbo angegliedert
- Santuario della Madonna di Polsi – Basilianer, bei San Luca, Kalabrien, 1920 dem Bistum Locri-Gerace angegliedert
- San Michele Arcangelo di Montescaglioso – Benediktiner, in Montescaglioso, Basilicata, abbatia nullius von 1910 bis 1954
- Abtei Nonantola – Benediktiner, in Nonantola bei Modena, bis 1820

Kanada
- Saint Peter-Muenster – Benediktiner, Muenster, Saskatchewan, 1921–1998, Territorium an das Bistum Saskatoon

Luxemburg
- St. Mauritius und St. Maurus – Benediktiner, in Clerf, 1937–1944

Spanien
- Las Huelgas – Benediktiner (Frauenkloster), 1189–1873

Südafrika
- Sacred Heart Abbey Pietersburg – Benediktiner, in Polokwane, 1939–1988, Territorium zur Diözese erhoben → Pietersburg/Polokwane

Tanganjika / Tansania
- Territorialabtei Lindi – Missionsbenediktiner, in Lindi, 1927–1931, dann transferiert nach
- Territorialabtei Peramiho – Missionsbenediktiner, in Peramiho, 1931–1969
- Territorialabtei Ndanda – Missionsbenediktiner, in Ndanda, 1931–1972

USA
- Belmont-Mary Help of Christians – Benediktiner, in Belmont, North Carolina, 1910–1977, dann in das Bistum Charlotte eingegliedert